# 끝없는 욕망 (1991년 영화)
《끝없는 욕망》(Deadly Desire)은 미국에서 제작된 찰스 코렐 감독의 1991년 드라마 영화이다. 잭 스칼리아 등이 주연으로 출연하였고 바네사 그린 등이 제작에 참여하였다.

## 출연

### 주연
- 잭 스칼리아
- 캐스린 해롤드

### 조연
- 윌 패튼
- 조 산토스
- 네드 벨러미
- 더글러스 로우

## 기타
- 미술: 다이안 휴즈
- 미술: 필립 바슬즈